# チロエの教会群
チロエの教会群（チロエのきょうかいぐん）は、チリのチロエ島にある木造の教会堂（聖堂）群である。18世紀から19世紀の間にかけて建設された。現在では、159棟が現存している。イエズス会の教会として建設され、その建築様式は、ゴシック建築やバロック建築などのヨーロッパの様式と地元の様式が混ざり合ったチロエ様式が特色である。カストロ聖堂をはじめとする14の聖堂が、2000年にUNESCOの世界遺産に登録された。

## チロエ様式
チロエ様式とは、主にチロエ島周辺に見られる独特の建築様式である。チロエは、島という性質上チリ本土から孤立していることと、島では本土と異なる資材が手に入ることから、典型的なスペインのコロニアル様式とは多くの点で異なった独特の建築様式が生まれた。
16世紀に島に到達したスペイン人たちと、それに追随したイエズス会宣教師たちは、異教徒の地にキリスト教を持ちこむべく、数多くの木造小教会を建造した。しかし、この教会群は結果的にキリスト教と土着信仰の混交的な存在になった。

## 登録基準
この世界遺産は世界遺産登録基準のうち、以下の条件を満たし、登録された（以下の基準は世界遺産センター公表の登録基準からの翻訳、引用である）。
- (2) ある期間を通じてまたはある文化圏において、建築、技術、記念碑的芸術、都市計画、景観デザインの発展に関し、人類の価値の重要な交流を示すもの。
- (3) 現存するまたは消滅した文化的伝統または文明の、唯一のまたは少なくとも稀な証拠。

## 登録対象
数字は世界遺産登録のIDで、英語の綴りはユネスコ世界遺産センターによる登録名である。
|  | アチャオ教会（971-001 Church of Achao）          | 0.165 ha  |
|  | キンチャオ教会（971-002 Church of Quinchao）     | 1.286 ha  |
|  | カストロ教会（971-003 Church of Castro）         | 0.6727 ha |
|  | リラン教会（971-004 Church of Rilán）            | 0.7 ha    |
|  | ネルコン教会（971-005 Church of Nercón）         | 0.64 ha   |
|  | アルダチルド教会（971-006 Church of Aldachildo） | 4.16 ha   |
|  | イチュアク教会（971-007 Church of Ichuac）       | 6.8 ha    |
|  | デティフ教会（971-008 Church of Detif）          | 4.87 ha   |
|  | ビルプジ教会（971-009 Church of Vilupulli）      | 0.54 ha   |
|  | チョンチ教会（971-010 Church of Chonchi）        | 0.4 ha    |
|  | テナウン教会（971-011 Church of Tenaún）         | 0.38 ha   |
|  | コロ教会（971-012 Church of Colo）               | 0.5 ha    |
|  | サン・フアン教会（971-013 Church of San Juan）   | 0.186 ha  |
|  | ダルカウエ教会（971-014 Church of Dalcahue）     | 1.56 ha   |
|  | シリング教会（971-015 Church of Chelín）         |           |
|  | カグアチ教会（971-016 Church of Caguach）        |           |

## 保存上の課題
現在は上質な広葉樹の木材の不足により、カラマツ属やイトスギ属の代替木材の使用が検討されている。また、風化や朽木食性の動物からの保護も重要な課題である。